# Ridendo tra le nuvole
Ridendo tra le nuvole (曇天に笑う?, Donten ni warau, lett. "Ridere in un tempo nuvoloso") è un manga di Kemuri Karakara che è stato serializzato sulla rivista Comic Blade Avarus della Mag Garden dal 15 febbraio 2011 al 15 maggio 2013. Un adattamento anime è stato trasmesso in Giappone tra il 3 ottobre e il 19 dicembre 2014.

## Trama
Nell'undicesimo anno del periodo Meiji 1878, i samurai stavano lentamente scomparendo, a causa del divieto di portare spade. Tuttavia, non erano poche le persone a cui non piacevano i cambiamenti in atto in Giappone e inevitabilmente il tasso di criminalità era aumentato. Lo Stato, per fermare questa ribellione, decise quindi di imprigionare i suddetti malfattori. L'unico modo per accedere alla grande prigione era attraversare le acque di un fiume, perciò fu necessario reclutare qualcuno che scortasse i criminali alla loro nuova "residenza”. Questo compito venne affidato ai tre ragazzi della famiglia Kumo.

## Personaggi

### Personaggi principali
Tenka Kumō (曇 天火?, Kumō Tenka)
Doppiato da: Yūichi Nakamura
Il più vecchio e forte dei tre ragazzi Kumō, nonché il capo della famiglia da quando i loro genitori sono morti. Ha una personalità molto solare dietro la quale nasconde diverse preoccupazioni e doveri.
Soramaru Kumō (曇 空丸?, Kumō Soramaru)
Doppiato da: Yūki Kaji
Il fratello mediano di sedici anni. Porta con sé le spade del padre, nonché del capostipite della loro famiglia, e vuole guadagnarsi il rispetto del fratello maggiore cercando di sorpassarlo in forza. È il più serio e responsabile fra tutti e tre i fratelli.
Chūtarō Kumō (曇 宙太郎?, Kumō Chūtarō)
Doppiato da: Tsubasa Yonaga
Il più giovane dei tre fratelli e anche il più veloce, ammira molto Tenka e Soramaru, specialmente il primo. È ingenuo, non sa combattere e tende a piangere facilmente.

### Altri personaggi
Shirasu Kinjō (金城 白子?, Kinjō Shirasu)
Doppiato da: Takahiro Sakurai
Il governante della famiglia Kumō e l'amico più fidato di Tenka. È sempre calmo e gentile ed è un ex ninja del clan Fūma.
Taiko Kumō (曇大湖?)
Il padre dei fratelli Kumō, il quale ha fondato la Yamainu. Lui e sua moglie sono stati assassinati quando i tre figli erano ancora giovani.
Nishiki (錦?)
Doppiata da: Mamiko Noto
Un ninja del clan Fūma infiltratosi nella prigione per vendicare il suo clan. Più tardi si fa convincere da Soramaru ad abbandonare questo stile di vita.
Sousei Abeno (安倍蒼世?, Abeno Sousei)
Doppiato da: Kōsuke Toriumi
Il capitano stoico della Yamainu che ha ricevuto l'incarico dal governo di catturare il portatore dell'Orochi. È un amico d'infanzia di Tenka e il maestro di spada di Soramaru.
Seiichirō Takamine (高嶺 誠一郎?, Takamine Seiichirō)
Doppiato da: Hiroki Yasumoto
Il secondo comandante della Yamainu. È un guerriero esperto che brandisce una spada a forma di mannaia.
Rakuchō Takeda (武田楽鳥?, Takeda Rakuchō)
Doppiato da: Hiro Shimono
Una nuova recluta della Yamainu. È una testa calda che è stata screditata dopo avere infranto gli ordini ed essere stata sconfitta da Tenka. È l'apprendista di Takamine e un rivale di Soramaru.
Mutsuki Ashiya (芦屋睦月?, Ashiya Mutsuki)
Doppiato da: Yūki Fujiwara
Un misterioso onmyōji discendente dal clan Ashiya. Lavora per la Yamainu ed usa la sua capacità di evocare shikigami per spionaggio.
Hirari Abeno (安部比良裏?, Abeno Hirari)
Doppiato da: Ken'ichi Suzumura
Un servo del clan Abe destinato ad essere sacrificato come esca per l'Orochi. Si innamora di Botan, l'unica ad averlo trattato come una persona vera.
Botan (牡丹?)
Doppiata da: Rina Satō
Uno shikigami evocato dal clan Abe con la missione di sigillare l'Orochi. Hirari s'innamora di lei a prima vista e lei giura di aspettarlo fino a quando potranno incontrarsi di nuovo. Nell'epoca Meiji è un'insegnante che cerca di aiutare i fratelli Kumō.
Kagemitsu Kumō (曇景光?)
Un antenato dei fratelli Kumō che ha aiutato Botan ed Hirari a sigillare l'Orochi.

### Antagonisti
Orochi (大蛇?)
Il mostruoso serpente che maledice il Giappone fin dai tempi antichi, diffondendo il caos. Doveva essere sigillato con la magia. La sua presenza fa sì che il cielo sopra il lago Biwa sia perennemente nuvoloso. Ogni qualche centinaio di anni si reincarna nel corpo di un umano, possedendolo.

## Media

### Manga
Il manga, scritto e disegnato da Kemuri Karakara, è stato serializzato dal 15 febbraio 2011 al 15 maggio 2013 sulla rivista Comic Blade Avarus edita da Mag Garden. I capitoli sono stati raccolti in 6 volumi tankōbon pubblicati dal 15 marzo 2011 al 12 agosto 2013.
In Italia la serie è stata pubblicata da RW Edizioni sotto l'etichetta Goen nella collana Hanami Collection dal 26 novembre 2021 al 14 luglio 2023.

#### Volumi
| Nº | Data di prima pubblicazione | Data di prima pubblicazione | Data di prima pubblicazione | Data di prima pubblicazione |
| Nº | Giapponese                  | Giapponese                  | Italiano                    | Italiano                    |
| -- | --------------------------- | --------------------------- | --------------------------- | --------------------------- |
| 1  | 15 marzo 2011               | ISBN 978-4-86127-843-3      | 26 novembre 2021            | ISBN 978-88-9284-321-9      |
| 2  | 15 ottobre 2011             | ISBN 978-4-86127-910-2      | 28 gennaio 2022             | ISBN 978-88-9284-265-6      |
| 3  | 15 marzo 2012               | ISBN 978-4-86127-970-6      | 18 marzo 2022               | ISBN 978-88-9284-283-0      |
| 4  | 15 ottobre 2012             | ISBN 978-4-8000-0056-9      | 21 aprile 2023              | ISBN 978-88-9284-375-2      |
| 5  | 15 maggio 2013              | ISBN 978-4-8000-0159-7      | 26 maggio 2023              | ISBN 978-88-9284-401-8      |
| 6  | 12 agosto 2013              | ISBN 978-4-8000-0202-0      | 14 luglio 2023              | ISBN 978-88-9284-645-6      |

### Anime
Un adattamento anime è stato annunciato nel numero di settembre 2013 della rivista Comic Blade Avarus. Il 24 dicembre 2013 sono stati annunciati i doppiatori dei personaggi principali. La serie, diretta da Hiroshi Haraguchi e animata dallo studio Doga Kobo, è stata trasmessa in Giappone dal 3 ottobre al 19 dicembre 2014 su NTV, BBC, BS Nittele, AT-X e SUN. Le sigle d'apertura sono rispettivamente Biran no kaze (毘藍ノ風? lett. "Vento purificatore") (ep. 1-6) e Ruten no hi (流転ノ陽? lett. "Sole ricorrente") (ep. 8-12) entrambe di Ryūji Aoki mentre quella di chiusura è Attitude to Life dei Galneryus.

#### Episodi
| Nº | Titolo italiano (traduzione letterale) Giapponese 「Kanji」 - Rōmaji                                  | In onda          | In onda |
| Nº | Titolo italiano (traduzione letterale) Giapponese 「Kanji」 - Rōmaji                                  | Giapponese       |         |
| 1  | Tre fratelli, in piedi sotto le nuvole 「三兄弟、曇天に立つ」 - Sankyōdai, donten ni tatsu            | 3 ottobre 2014   |         |
| 2  | Tagliagole, beffardo verso le nubi 「殺人鬼、曇天に嘲う」 - Satsujinki, donten ni azakeu              | 10 ottobre 2014  |         |
| 3  | Secondogenito, in prigione sotto copertura 「次男、監獄に潜る」 - Jinan, kangoku ni moguru            | 17 ottobre 2014  |         |
| 4  | Fūma, furtivo attraversa l'entrata della prigione 「風魔、監獄に忍ぶ」 - Fuma, kangoku ni shinobu     | 24 ottobre 2014  |         |
| 5  | Tenka, agitato dal tumulto 「天下、不穏に揺れる」 - Tenka, fuon ni yureru                             | 31 ottobre 2014  |         |
| 6  | Il sole, sparito fra le nuvole 「太陽、曇天に散る」 - Taiyō, donten ni chiru                          | 7 novembre 2014  |         |
| 7  | Risata fugace 「泡沫に笑う」 - Utakata ni warau                                                       | 14 novembre 2014 |         |
| 8  | Il ragazzo che piange nella pioggia 「少年、雨天に慟哭す」 - Shōnen, uten ni dōkoku su                | 21 novembre 2014 |         |
| 9  | Successore, in piedi sotto il cielo oscuro 「後継者、濁り空に立つ」 - Kōkei-sha, nigori sora ni tatsu | 28 novembre 2014 |         |
| 10 | Oscurità bianca, regressione 「白き闇、裏に反る」 - Shiroki yami, ura ni soru                         | 5 dicembre 2014  |         |
| 11 | Il Sole, di nuovo splendente fra le nuvole 「太陽、曇天に再炎」 - Taiyō, donten ni sai honō           | 12 dicembre 2014 |         |
| 12 | Fratelli, radunati sotto il sole 「兄弟、太陽に集う」 - Kyōdai, taiyō ni tsudou                       | 19 dicembre 2014 |         |